# Арапов, Дмитрий Юрьевич
Дми́трий Ю́рьевич Ара́пов (16 мая 1943, Ереван — 14 декабря 2015, Москва) — советский и российский историк-востоковед, один из крупных исследователей истории ислама в России и истории Средней Азии. Доктор исторических наук, профессор. Член Всероссийской ассоциации востоковедов.

## Биография
Окончил Исторический факультет МГУ в 1966 году, тема дипломной работы: «История взаимоотношений Средней Азии и Ирана в конце XVI в.» В 1978 году защитил кандидатскую диссертацию на тему «История изучения Бухарского ханства в русской востоковедческой дореволюционной историографии». В 2005 году защитил докторскую диссертацию на тему «Система государственного регулирования ислама в Российской империи» (последняя треть XVIII — начало XX вв.).
Читал лекции на Историческом факультете МГУ, в ИСАА.

## Основные научные труды
Автор 315 научных публикаций (монографий, статей, энциклопедических статей, учебников).

### Монографии
- Бухарское ханство в русской востоковедческой историографии. М., Изд-во МГУ. 1981. 128 с.
- Ислам в Российской империи // Ислам в Российской империи (законодательные акты, описания, статистика). Сост. Д. Ю. Арапов. М., 2001.
  - Ислам и мусульмане в истории России до 1917 г. (характеристика источников проблемы)
  - Из истории одного документа о мусульманах
  - Материальное положение мусульман-чиновников и офицеров, духовных лиц и служащих мусульманских духовных управлений
  - Сергей Гаврилович Рыбаков (Биография и список основных трудов)
- Система государственного регулирования ислама в Российской империи (последняя треть XVIII — начало XX вв.). М., 2004.

### Статьи в сборниках
- В. В. Бартольд о ханах Улуса Джучиева // Русское средневековье. 1998. М. 1999. Вып. 2.
- Первый российский указ о паломничестве в Мекку // Россия в Средние века и Новое время. М., 1999
- В. Н. Татищев о Коране // Сборник Русского Исторического общества. М., 2000. т. 3
- Ислам // Законодательство Екатерины II. М., 2000, т. I.

### Статьи
- Из истории взаимоотношений Средней Азии и Ирана в конце XVI в. // Вестник Московского университета. Сер. 8. История. 1969. № 1.
- Некоторые вопросы истории Бухарского ханства в творчестве академика В. В. Бартольда // Вестник Московского университета. Сер. 8. История. 1978. № 3.
- Мусульманское дворянство в Российской империи // Мусульмане. 1999. № 2—3.
- Исследователи «Записки» Ибн Фадлана в России (к 60-летию издания «Путешествия Ибн Фадлана на Волгу») // Славяноведение. 1999. № 3.
- А. П. Ермолов и мусульманский мир Кавказа // Вестник Московского университета. Сер. 8. История. 2001. № 6.
- В. П. Наливкин «Нам необходимо всегда помнить о грозящей опасности» // Военно-исторический журнал. 2002. № 6.
- Русский посол в Турции Н. В. Чарыков и его «заключение» по «мусульманскому вопросу» 1911 г. // Вестник Евразии. 2002. № 2 (17).[1]
- «Учредить штатные должности военных магометанских мулл». Военное министерство Российской империи и мусульманский вопрос // Военно-исторический журнал. 2003. № 4.
- «Не посягать на религию и не стеснять обычаев». Генерал Чингис-хан и «мусульманский вопрос». // Родина. 2004. № 2.
- «Можно отметить ряд высоких подвигов воинской доблести, проявленных мусульманами» // Военно-исторический журнал. 2004. № 11.
- «Весь мир будет населен одними только китайцами». Академик В. П. Васильев о перспективах будущего Китая // Родина. 2004. № 7.
- Мусульманский мир в восприятии верхов Российской империи // Вопросы истории. 2005. № 4.
- Российские мусульмане в вооруженных силах России в XIX — начале XX вв. // Военно-исторический журнал. 2006. № 9.
- «Совершенно новые веяния…» Министр внутренних дел Д. С. Сипягин и русский посол в Турции И. А. Зиновьев о «мусульманском вопросе» // Родина. 2006. № 12.
- Новое слово о Белом движении // Военно-исторический журнал. 2008. № 1.
- П. А. Столыпин и ислам // Российская история. 2012., № 2.

### Энциклопедические статьи

#### Большая советская энциклопедия
- Ремесло // Большая советская энциклопедия. М.,1975, Т. 22. (В соавторстве с А. М. Сахаровым и В. Н. Балязиным)[2]

#### Социологическая энциклопедия
- Коран // Социологическая энциклопедия. М., 2003, Т. 1
- Мечеть // Социологическая энциклопедия. М., 2003, Т. 1
- Хаджж // Социологическая энциклопедия. М., 2003, Т. 2

#### Большая Российская энциклопедия
Написал 50 статей в БРЭ. Некоторые из них:
- Абхазское царство // Большая Российская Энциклопедия. М. 2005. Т. 1
- Аварское ханство // Большая Российская Энциклопедия. М. 2005. Т. 1
- Аджария // Большая Российская Энциклопедия. М. 2005. Т. 1
- Альбединский П. П. // Большая Российская Энциклопедия. М. 2005. Т. 1
- Валиханов, Чокан Чингисович : [арх. 17 ноября 2022] / Арапов Д. Ю., Айшах О. Т. // Большой Кавказ — Великий канал [Электронный ресурс]. — 2006. — С. 536. — (Большая российская энциклопедия : [в 35 т.] / гл. ред. Ю. С. Осипов ; 2004—2017, т. 4). — ISBN 5-85270-333-8.
- Жеты Жаргы // Большая Российская Энциклопедия. Т. 10. М., 2008.
- Жузы // Большая Российская Энциклопедия. Т. 10. М., 2008.
- Закатальский округ // Большая Российская Энциклопедия. Т. 10. М., 2008.
- Климович, Люциан Ипполитович : [арх. 26 сентября 2022] / Арапов Д. Ю. // Киреев — Конго [Электронный ресурс]. — 2009. — С. 293. — (Большая российская энциклопедия : [в 35 т.] / гл. ред. Ю. С. Осипов ; 2004—2017, т. 14). — ISBN 978-5-85270-345-3.

#### Новая российская энциклопедия
Написал около 30 статей в НРЭ. Некоторые из них:
- Жузы // НРЭ. М., 2009. Т. VI.
- Ибн-Сауд // НРЭ. М., 2009. Т. VI.
- Илбарс // НРЭ. М., 2009. Т. VI.
- Иностранцев К. А. // НРЭ. М., 2009. Т. VI.
- Ирано-турецкие войны // НРЭ. М., 2010. Т. VII.
- Искандер Мунши // НРЭ. М., 2010. Т. VII.
- Исмаил Самани // НРЭ. М., 2010. Т. VII.
- Исмаил Сефеви // НРЭ. М., 2010. Т. VII.
- Исмаилитов государство // НРЭ. М., 2010. Т. VII.
- Йездигерд III // НРЭ. М., 2010. Т. VII.
- Кабус бен Саид // НРЭ. М., 2010. Т. VII.
- Каджары // НРЭ. М., 2010. Т. VII.
- Кавам эс-Салтае // НРЭ. М., 2010. Т. VII.
- Кадисия // НРЭ. М., 2010. Т. VII.

#### Православная энциклопедия
- Департамент духовных дел иностранных исповеданий МВД Российской империи // Православная энциклопедия. М., 2007. Т. 14.

#### Пётр Аркадьевич Столыпин. Энциклопедия
- Мусульманский вопрос // Петр Аркадьевич Столыпин. Энциклопедия, М., 2011.
- Харузин Алексей Николаевич // Пётр Аркадьевич Столыпин. Энциклопедия, М., 2011 (совместно с Е. И. Лариной).

### Рецензии
- История Самарканда. Ташкент. 1969—1970, Т. 1—2. // Народы Азии и Африки. 1973. № 3.
- Е. К. Мейендорф. Путешествие из Оренбурга в Бухару. М., 1975 // История СССР. 1978, № 3.
- В. М. Плоских. Киргизы и Кокандское ханство. Фрунзе. 1977 // Народы Азии и Африки. 1978. № 6.
- М. А. Васильев. Язычество Восточные славяне|восточных славян накануне крещения Руси: религиозно-мифологическое взаимодействие с иранским миром. Языческая реформа князя Владимира // Вопросы истории. 2001. № 5.
- Русские военные востоковеды до 1917 года. Биобиблиографический словарь. Сост. М. К. Басханов. М., 2005 // Восток. 2007. № 2.
- Муханов В. М. Покоритель Кавказа князь А. И. Барятинский (М., 2007) // Вопросы истории. 2008. № 9.